# Franz von Hopfen

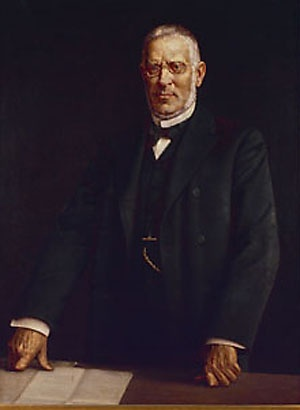
Franz von Hopfen

Franz Xaver Fragner, durch Adoption Fragner-Hopfen , ab 1860 Edler von Hopfen, ab 1863 Ritter von Hopfen, ab 1872 Freiherr von Hopfen (* 3. Mai 1825 in Wien; † 18. März 1901 in Baden bei Wien) war ein mährischer Gutsbesitzer, Bankier und Politiker.

## Biografie
Hopfen, aus einer mährischen Gutsbesitzersfamilie stammend und selbst dort Gutsbesitzer, wurde 1860 in den österreichischen Adelsstand, 1863 mit Verleihung des Ordens der Eisernen Krone in den Ritterstand und 1872 in den Freiherrnstand erhoben. Er hatte zunächst an der Universität Wien Rechtswissenschaften studiert. Danach bewirtschaftete er sein Gut bei Mißlitz, das er 1846 geerbt hatte, und widmete sich daneben auch volkswirtschaftlichen Studien.
Er wurde 1861 und 1867 von den mährischen Großgrundbesitzern in den mährischen Landtag gewählt und von diesem ins Abgeordnetenhaus entsandt, in dem er sich als Mitglied der deutsch gesinnten Regierungspartei („Klub des Zentrums“) vor allem mit Agrarfragen, aber auch mit Handelspolitik befasste. Schon 1863 zum Vizepräsidenten des Abgeordnetenhauses erwählt, war er von 1870 bis 1873 dessen Präsident.
Er wurde als Vertrauensmann in die Hypothekarkreditabteilung der Österreichischen Nationalbank berufen und 1858 in die Staatsgüterabeilung versetzt. Im Jahr 1864 wurde er Direktor der österreichischen Bodencreditanstalt, die unter seiner Leitung in den Jahren 1867 bis 1873 gemeinsam mit dem von ihr gegründeten Wiener Bankverein eine beherrschende Stellung in der Finanzwelt einnahm und eine rege Gründertätigkeit entwickelte. Während dieser Zeit wurde Hopfen auch 1867 Vizepräsident und 1874 Präsident der Südbahngesellschaft. Er finanzierte u. a. die Lokomotivfabrik Floridsdorf, die Österreichische Waffenfabriksgesellschaft und den Bau der ungarischen Nordbahn.
Nachdem der Börsenkrach von 1873 (siehe: Gründerzeit) auch einigen Firmengründungen, an denen Hopfen persönlich beteiligt gewesen war, ein großes Fiasko bereitet und dadurch auch sein persönliches Ansehen gelitten hatte, zog er sich sowohl aus dem Wirtschafts- als auch aus dem politischen Leben zurück, blieb allerdings bis 1879 einfaches Mitglied des Reichsrats.